# وولن، ارگو
شهر ولان   در بخش برامگرتان  در ایالت ارگو در کشور سوئیس  واقع شده‌است که  ۱۳٬۷۰۰  نفر  جمعیت دارد.